# Nyanasamvara Suvaddhana
Somdet Phra Nyanasamvara Suvaddhana Mahathera (Thai: สมเด็จพระญาณสังวร) (Kanchanaburi, 3 oktober 1913 – Bangkok, 24 oktober 2013) was de 19e en tot aan zijn dood Sangharaja (Hoogste Patriarch) van Thailand.

## Biografie
Somdet Phra Nyanasamvara werd geboren in de provincie Kanchanaburi in Thailand. Hij werd als veertienjarige ingewijd als novice. Vervolgens studeerde hij twee jaar Pali en boeddhistische filosofie te Nakhon Pathom. In 1933 werd hij in zijn oude tempel ingewijd als bhikkhu (monnik).
Somdet Nyanasamvara maakte snel carrière binnen de Thaise religieuze gemeenschap en in 1956 werd hij aangesteld als bewaker en adviseur van koning Rama IX. In 1961 werd hij abt van Wat Bovoranives. In 1972 kreeg hij de titel "Somdet Phra Nyanasamvara", een exclusieve Thaise koninklijke titel voor monniken, en in 1989 werd hij door de koning en de koningin aangesteld tot de Sangharaja, de 'Koning van de Sangha of de Hoogste Patriarch van Thailand.
Als abt hield hij zich bezig met de renovatie en uitbreiding van het klooster en heeft de meditatie technieken van de bosmonniken in zijn centrum proberen te integreren. Hij is actief geweest in het lesgeven aan buitenlanders en emigranten en heeft verschillende tempels gebouwd waar westerlingen kunnen studeren en zelfs monnik worden.
In het eind van de jaren '90 ging zijn gezondheid achteruit. In 2003 werd het duidelijk dat hij zijn taken niet meer kon vervullen en voelde de overheid zich gedwongen om een comité aan te stellen voor de dagelijkse leiding. Dit comité staat onder leiding van Somdet Kiauw Buddhacharya. Het volk was in het algemeen blij met deze verandering, maar binnen de kloostergemeenschap van de Dhammayuttika Nikaya leidde het tot zware kritiek aan de regering, voornamelijk omdat Somdet Kiauw Buddhacharya geen lid is van de Dhammayuttika Nikaya, maar van de Maha Nikaya. In 2013 vierde hij zijn honderdste verjaardag. Enkele weken later overleed hij in Bangkok.

## Kritiek
Somdet Phra Nyanasamvara had meer kritiek en controverse over zich afgeroepen dan zijn voorgangers. Er waren schandalen binnen de monnikengemeenschap met seksueel misbruik, corruptie en zelfs samenwerking met georganiseerde misdaad. Ook de veranderingen, emancipatie en democratisering van de samenleving werd genegeerd onder zijn bewind.
De rol van de Patriarch in deze is onduidelijk, maar de schandalen hebben niet tot veranderingen geleid. Tevens zijn er geen pogingen ondernomen om de corruptie tegen te gaan. Met name de weerstand tegen een grote rol voor vrouwen is sterk en er werd door de leiding hard opgetreden tegen vrouwelijke monniken, hetgeen buiten Thailand verschillende malen de reden tot afscheiding met de hoofdschool is geweest.